# Haus Auerbach (Jena)

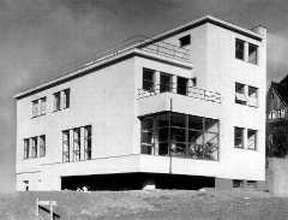
Haus Auerbach 1924 kurz nach der Fertigstellung

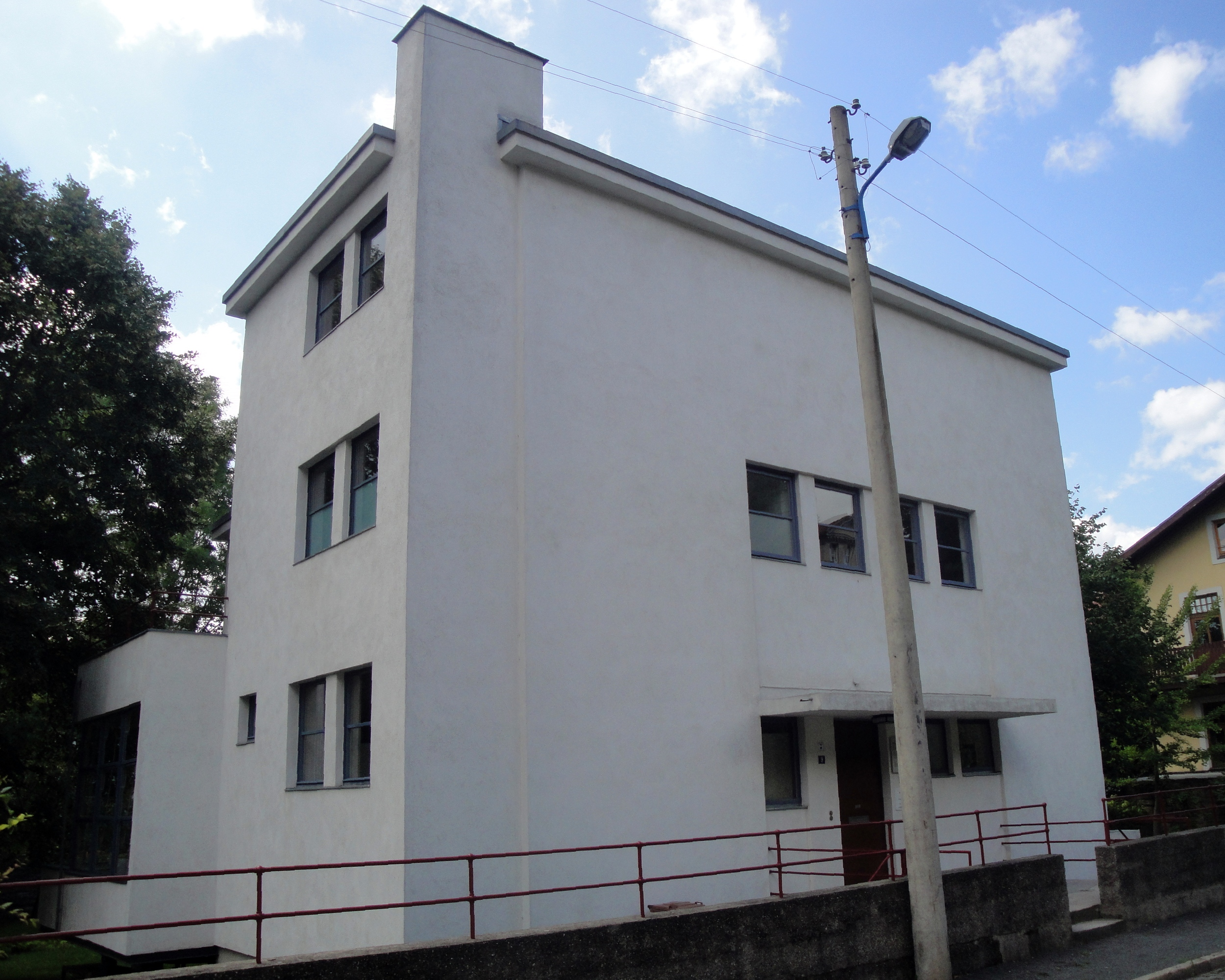
Straßenseite des Hauses 2015

Das Haus Auerbach ist ein Wohnhaus im Jenaer Westviertel in der Schaefferstraße 9, das von Walter Gropius und Adolf Meyer 1924 entworfen wurde. Es ist das erste ausgeführte private Projekt von Gropius und das letzte, das er zusammen mit Meyer entwarf. Ursprünglich war es das Wohnhaus von Felix Auerbach und seiner Frau Anna, geborene Silbergleit, die es bis zum gemeinsamen Suizid 1933 bewohnten. Nach langem Leerstand wurde es mit Unterstützung der Deutschen Stiftung Denkmalschutz restauriert und unter Denkmalschutz gestellt.

## Baubeschreibung
Der Entwurf folgt der Formensprache des sogenannten Neuen Bauens, des Bauhauses, aber auch den ästhetischen Grundlagen der Künstler- und Architektenvereinigung De Stijl. Hauptformen des Baukörpers sind zwei Quader, die einander zum ersten Mal rechtwinklig in einer Art Baukastensystem durchdringen. Diese Verschränkung der geometrischen Form war neu und löste die früher bei Gropius und Meyer vorherrschende geschlossene Bauform ab.
Der unterkellerte dreigeschossige Bau befindet sich an einer leichten Hanglage und ist in glatt verputztem Mauerwerk aus sogenanntem Jurkostein ausgeführt. Das sind Platten aus Schlackenbeton, Schwemm- oder Bimsstein mit einer Zementbindung, die als Hohlblockmauerwerk aufgemauert werden.
Das Flachdach verfügt über eine Dachterrasse. Außerdem gibt es einen Balkon und eine als Wintergarten in einer Stahlkonstruktion verglaste Loggia. Der größere Kubus erstreckt sich über alle drei Etagen und enthält die Wirtschafts- und Sanitärräume für einen großbürgerlichen Haushalt. Eine Waschküche, nebst großem Trockenraum, befindet sich im Dachgeschoss, damit das in einer Zisterne gesammelte Regenwasser für die Wäsche genutzt werden konnte. Der kleinere, über zwei Etagen reichende Quader, enthält neben anderen Zimmern den zentralen Wohnraum. Äußerlich ist die Trennung von Wirtschafts- und Wohnbereich nicht erkennbar. Die Fenster sind aus Holz in unterschiedlichen Formen ausgeführt, die der zeitgenössischen Industriearchitektur entlehnt sind.
Während der Restaurierung 1994/95 zeigte sich, dass in dem Haus das ursprüngliche von den Architekten in Auftrag gegebene Farbkonzept von Alfred Arndt realisiert worden und noch vorhanden war. Die Fassade in Weiß und die Innenräume in Pastelltönen, die von zartrot, pastellblau, helltürkis, olivgrün bis zu taubengrau reichen. Die Farbübergänge sind aber nicht nur an den Raumkanten vorhanden, sondern auch in der Fläche.
Das Gebäude war Vorbild für das Haus Trettner in Weimar, das von Johannes Otto Berger entworfen wurde.